# Pârâul lui Bușilă
Pârâul lui Bușilă este un curs de apă, afluent al Pârâului Bradului. 

## Hărți
- Harta Munții Vrancea  Arhivat în 9 iunie 2008, la Wayback Machine.